# オークワはっぴぃアフタヌーン
『オークワはっぴぃアフタヌーン』は、和歌山放送で毎週土曜日（全国高等学校野球選手権和歌山大会など休止・短縮日もある）の13:10-14:45に生放送されているラジオ番組である。
同番組は、鶴岡早苗（和歌山放送嘱託アナウンサー）がパーソナリティーを務めるもので、リスナーから、毎月ごとの「食育」をテーマにしたお便り、並びに週替わりのお題に沿ったお便りを募り、それに基づいたトークと、リスナーから寄せられた音楽のリクエストを紹介する「食育応援プログラム」とされている。
お題については翌週分を14時台中盤に発表し、はがきの場合は水曜日必着（ファクス・メールは生放送中も受付。高校野球県大会（7月）期間中は原則休止となるため、期間中はテーマを設けずふつおたを募集することもあった）で募集。応募者から1名にオークワ（グループブランドも含む）各店で使用できる1万円の商品券がプレゼントされている。但し、12月のクリスマスに近い週（後述のとおり12月24日は休止）であるときは、商品券の代わりに、1万円相当のおせち料理三段重が贈呈される。ただしこの受付は概ね11月3週目ごろから募集が行われる（通常のお便りと同じ葉書・メールで可。その場合「おせちプレゼント希望係」と件名に明示すること）。
2023年度末（2024年3月30日）で、鶴岡が卒業、2024年度（4月6日）からは中川智美が担当する。

## 姉妹・関連番組
- ビューティフル・サンデー（日曜日15:30-16:00） - 同じくオークワ1社協賛番組。こちらは毎回季節やイベントに沿った音楽（多くは邦楽、歌謡曲）を中心に構成する。元々から日曜日の番組は「ショッピングオンライン・ちょっと奥さん早苗です」から続いている長寿番組である。2021年3月までは日曜日午前中だったが、地方創生プログラム ONE-J（JRN加盟全国共通ネット）がスタートしたのに伴い、2021年4月から日曜夕方枠に移動した。2023年3月26日終了。
- ボックス内・早苗の耳よりラジオ（平日10:49-10:54） - 食育や季節の暦などの一口コラム。（こちらはオークワは提供していない）

一連の鶴岡が出演している番組においては、「食育」をテーマにしたミニコラムコーナーがある。当番組では14時の時報直後に「こころ元気・からだ元気」、後述の姉妹番組「ビューティフル・サンデー」では「食のひとくち話」という表題で放送されているほか、『ボックス「早苗の耳よりラジオ」』でも定期的に食育の話題を取り上げている。

## 特記事項
上記各番組は、全国高等学校野球選手権和歌山大会の会期中（雨天中止時は放送）、およびラジオ・チャリティー・ミュージックソンの放送日である12月24日（「耳よりラジオ」は12月25日）に当たる場合、並びに「耳よりラジオ」が箱根駅伝中継と重なる1月2日・1月3日は原則として休止する。